# John Blackinger
John Regan Blackinger (6 tháng 7 năm 1905 – 31 tháng 10 năm 1986) là một chính trị gia và nhà điều hành bóng bầu dục người Mỹ. Ông từng là tổng quản lý đầu tiên của đội San Francisco 49ers từ năm 1946 đến năm 1947 sau đó giữ chức thị trưởng Atherton, California.

## Tiểu sử
Blackinger sinh ngày 6 tháng 7 năm 1905 tại Boise, Idaho. Ông theo học tại trường trung học Boise, tốt nghiệp năm 1923 và dành một năm làm việc tại Ngân hàng Quốc gia Thành phố Boise trước khi vào Đại học Santa Clara. Ông "bộc lộ bản năng của một nhà điều hành" khi còn trẻ; ở trường trung học, ông điều hành tờ báo The Courier, là thành viên của ROTC và tham gia các vở kịch. Ông là chủ tịch ban điều hành của các nhà quản lý tại Santa Clara, đóng vai trò quan trọng trong việc sản xuất vở kịch Phục sinh hàng năm của trường, và là huấn luyện viên đội bóng bầu dục của Santa Clara khi còn là sinh viên năm cuối. Ông tốt nghiệp năm 1928 với bằng cử nhân triết học và một năm sau nhận được một vị trí tại ngân hàng American Trust Bank of San Francisco.
Blackinger từng làm văn thư của khách sạn William Taylor trước khi trở thành nhân viên bán hàng của khách sạn Boise vào năm 1931. Đến năm 1937, ông là quản lý của khách sạn Whitcomb ở San Francisco. Ông phục vụ trong Đại bồi thẩm đoàn San Francisco vào năm 1937. Ông chuyển đến Atherton, California vào năm 1938 và nghỉ làm quản lý khách sạn vào năm sau, sau đó làm nhân viên tại Công ty sữa Spreckels-Russell, ông được thăng chức phó giám đốc marketing. Ông phục vụ trong Thế chiến II ở Hải quân Hoa Kỳ như một phần của Biên giới Biển Tây, phục vụ từ năm 1942 đến năm 1946 và giải ngũ với quân hàm thiếu tá hải quân.
Khi San Francisco 49ers của Hiệp hội bóng bầu dục toàn quốc (AAFC) được thành lập vào năm 1945, Blackinger được tuyển làm tổng quản lý đội bóng. Ông nhận được công việc do là bạn thời đại học của người sáng lập đội Tony Morabito; Blackinger đã tuyển thư ký đánh máy và người bạn Louis Spadia (người cuối cùng kế nhiệm ông) và nhà báo Buzz McGee để thành lập một cơ quan đội 49ers gồm ba người. Ông giúp quản lý đội bóng trong giai đoạn khởi động AAFC, đối thủ với National Football League (NFL), và giữ vị trí này trong hai năm trước khi từ chức và được Spadia kế nhiệm: đội lập thành tích 9–5 vào năm 1946 và 8–4–2 vào năm 1947. Ông rời 49ers rồi tiếp tục làm việc trong công ty sữa và thôi việc vào năm 1970.
Năm 1961, Blackinger được bổ nhiệm vào Ủy ban Kế hoạch Atherton; ba năm sau, ông được bổ nhiệm vào Hội đồng thành phố khi Nate Most nghỉ hưu. Ông tranh cử vào Hội đồng thành phố năm 1968 và giành chiến thắng. Cùng năm đó ông giữ chức phó thị trưởng, đến tháng 12 năm 1969 ông đảm nhiệm thị trưởng Atherton sau khi John Licata từ chức. Ông đảm nhiệm các chức vụ cho đến khi ông nghỉ hưu vào năm 1976.
Blackinger là thành viên của San Francisco Rotary Club, Menlo Country Club, St. Francis Yacht Club, Atherton Civic Interest League và Công viên Holbrook-Palmer. Người vợ đầu của ông, Dorothy, qua đời vào năm 1982; ông tái hôn với Audrey T. Blackinger. Ông qua đời tại Bệnh viện Đại học Stanford vào ngày 31 tháng 10 năm 1986, ở tuổi 81.